# Cseszneki-sziklaodú
A Cseszneki-sziklaodú Cseszneken található. Magyarország megkülönböztetetten védett barlangjai között van. Ismertségét annak is köszönheti, hogy útikalauzokban és turistatérképeken is szerepel.

## Leírás
A Kőmosó-szurdok talpszintje felett 15 m-rel magasabban, sziklakibúvásban, jól látható helyen, a Cseszneki-barlanggal szemben nyílik. Triász időszaki mészkőben alakult ki egyetlen gömbfülkéből álló ürege. Kialakulásában korrózió, erózió és kifagyás játszottak szerepet Bártfai Pál szerint. Oldás miatt keletkezett és főként areális erózió hatására tárult fel Veress Márton megfigyelése alapján.
Az ásatás során gyakorlatilag összes kitöltése el lett távolítva. Környéken élők szerint a barlangban kurucok bujkáltak és az üreg kapcsolatban volt a cseszneki várral.
1984-ben volt először Cseszneki-sziklaodúnak nevezve a barlang az irodalmában. Előfordul a barlang az irodalmában Bél-féle 2-es barlang (Eszterhás 1984), Cseszneki 2.sz. barlang (Bertalan, Schőnviszky 1973–1974), Cseszneki 2. sz. barlang (Veress 1978), Cseszneki 2. sz barlang (Veress 1978), Cseszneki 3 sz. barlang (Eszterhás 1984), Cseszneki-sziklaodu (Bertalan 1962), Cseszneki sziklaodu (Bertalan 1976), Cseszneki Sziklaodu (Veress 1978), Cseszneki-szikla-odu (Eszterhás 1984), Cseszneki sziklaodú (Bertalan 1938), Kecske-barlang (Veress 1978), Kecskebarlang (Roska 1953), Kecskebarlangodu (Veress 1978), Kecskelik (Dornyay 1955), Kecskelyuk (Bertalan 1938), Kecske-lyuk (Eszterhás 1984), Km-2 (Veress 1978), KM-2 (Eszterhás 1984), Kőmosó 2 sz. barlang (Eszterhás 1984) és Kőmosó 2. sz. barlangja (Veress 1978) neveken is.

## Kutatástörténet
Bél Mátyás ismertette a barlangot először, a 18. században. Vályi András szintén az 1700-as években írta le néhány szóban az üreget. A Bertalan Károly által írt, 1938-ban publikált tanulmányban szó van arról, hogy a Cseszneki-sziklaodú azonos a Bél-féle második barlanggal. Roska Márton a barlangban 1950-ben, a Magyar Állami Földtani Intézet megbízásából ásatást végzett, melynek során 18. századi mázas táltöredék került elő. Az 1955-ben megjelent, Bakony útikalauz című könyvben le van írva a barlang. Az 1957-ben kiadott útikalauzban is meg van említve az üreg.
A Bertalan Károly által írt, 1976-ban befejezett kéziratban az olvasható, hogy a Bakony hegység ÉK-i részén, Csesznektől DNy-ra 400 m-re, a Kőmosó Ny-i oldalában, 17 m magasan, 295 m tengerszint feletti magasságban van a barlang bejárata. 3 m hosszú, 2,1 m magas, 1,5 m széles és 1,5 m mély a sziklaodú jellegű barlang. Dachsteini mészkőben jött létre. A kézirat barlangra vonatkozó része 5 irodalmi mű alapján készült.
A Bertalan Károly és Schőnviszky László által összeállított, 1976-ban megjelent Magyar barlangtani bibliográfia barlangnévmutatójában meg van említve a Bakonyban lévő barlang Cseszneki 2.sz. barlang néven. A barlangnévmutatóban meg van említve 1 irodalmi mű, amely foglalkozik a barlanggal. A Cholnoky Jenő Barlangkutató Csoport tagjai 1978-ban mérték fel a barlangot, majd a felmérés felhasználásával elkészítették a barlang alaprajz térképét, hosszmetszet térképét és két keresztmetszet térképét. A csoport 1978. évi jelentésében, a Veress Márton által írt részben, röviden össze van foglalva a barlang addigi története. A kéziratban lévő helyszínrajzon megfigyelhető a barlang földrajzi elhelyezkedése.
Az 1984-ben napvilágot látott, Lista a Bakony barlangjairól című összeállítás szerint a Keleti-Bakonyban, a 4423-as barlangkataszteri területen, Cseszneken lévő Kecske-lyuk további nevei Kecske-barlang, Cseszneki-szikla-odu, Bél-féle 2-es barlang, Cseszneki 3 sz. barlang, KM-2 és Kőmosó 2 sz. barlang. A karsztos barlang 3 m hosszú és 2 m magas.
Az 1984-ben megjelent, Magyarország barlangjai című könyv országos barlanglistájában szerepel a barlang Cseszneki-sziklaodú (Kecskelyuk, Cseszneki 2. sz. barlang) néven. A listához kapcsolódóan látható az Északi-Bakony barlangjainak földrajzi elhelyezkedését bemutató 1:500 000-es méretarányú térképen a barlang földrajzi elhelyezkedése. A Balatoni Nemzeti Park Igazgatóság működési területén, a Bakony hegységben elhelyezkedő, 4423/12 nyilvántartási számú Cseszneki-sziklaodú, 2006. február 28-tól, a környezetvédelmi és vízügyi miniszter 8/2006. KvVM utasítása szerint, megkülönböztetett védelmet igénylő barlang. A Varga Gábor által írt, 2013-ban kiadott tanulmány szerint a Cseszneki-sziklaodú egy elpusztult (régészeti) lelőhely, amely azt jelenti, hogy már nincs ásatásra alkalmas kitöltése.

## További irodalom
- Bártfai Pál: Szpeleográfiai terepjelentés. Kézirat, 1962. (1964?) (A kézirat megtalálható a Magyar Karszt- és Barlangkutató Társulat adattárában.)
- Dornyay Béla: Csesznek és Zirc. Budapest, 1957.